# Cecil Gordon Lawson

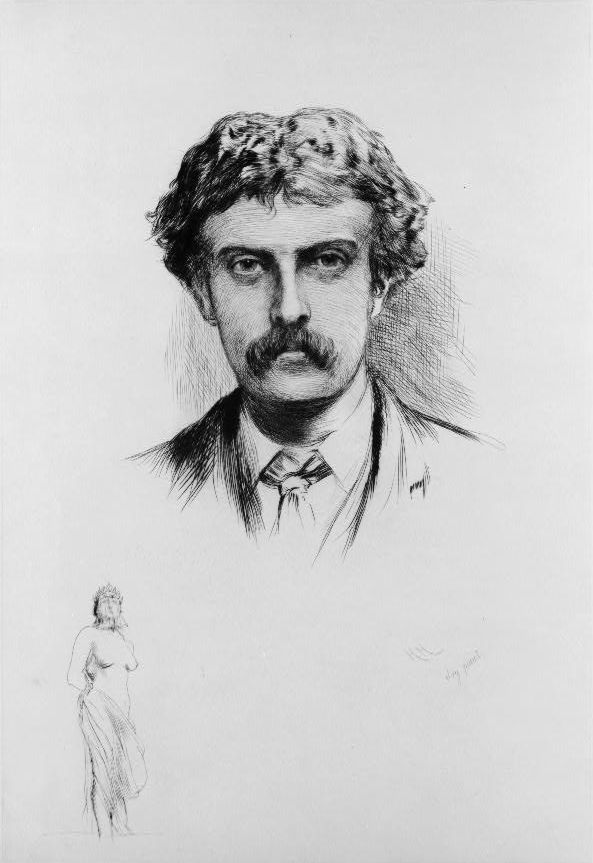
Cecil Gordon Lawson, porträtterad av Hubert von Herkomer.

Cecil Gordon Lawson, född den 3 december 1851 i Wellington, död den 10 juni 1882 i Haslemere, var en engelsk målare.
Lawson var en lysande begåvning, som endast av sin svaga hälsa hindrades från att bli en av sitt lands främsta målare. Hans landskap prisas för poetisk fantasi, stor stil och frisk naturiakttagelse. Bland dem märks Prästgården (Manchesters galleri), Augustimåne (Tate Gallery), Molnet, Barden Moor med flera.